# Депутаты областных маслихатов Казахстана I созыва

## Алматинская область
1. Досмухамбет Балтабек депутат высшего образования , влиятельный бизнесмен РК
2. Ашляев Хазбулат Сапыжанович
3. Амиров Марат Шотанович
4. Ахметов Турсынбай Сейтжапарович
5. Алдажанов Сайлаухан Абишевич
6. Алимжанов Бейсебай
7. Аскарбаев Абилкай Казиевич
8. Ашимбаев Максат Нусипбекович
9. Амитахунов Абдиманап
10. Балтабеков Жолтай
11. Бостанова Гульнар Сагатбековна
12. Бойко Алексей Трофимович
13. Байтилеуов Иманбек
14. Базарбаев Кабден Беильжанович
15. Баймуканов Калиакпар Баймуканович
16. Ваховский Виктор Степанович
17. Волокитин Виктор Иванович
18. Ганиев Мухаметжан Вельямович
19. Дюсебеков Адильхан Тулегенович
20. Еспенов Серикбай
21. Едилбаев Рабат
22. Еламанов Уали Бисаканович
23. Жанакбаева Алма Ильясовна
24. Ибрагимов Нурмугамбет
25. Исмаилов Карип Абдулович
26. Койлыбаев Ергазы Аккойшиевич
27. Касымова Галина Нургалиевна
28. Лынник Александр Васильевич
29. Лешин Анатолий Петрович
30. Мендебаев Батырхан
31. Мусакулов Куанышбек Бакатович
32. Мустафин Умирбек
33. Мусабаев Марат Уткельбаевич
34. Орымбетов Кудайберген Абирович
35. Рупп Александр Александрович
36. Сакмаров Виктор Васильевич
37. Сабиров Ермек Манатович
38. Сегизбаев Болат
39. Сарсенов Умирзак
40. Син Секки
41. Тян Виктор Семенович
42. Тажиев Жолдасбек Тотанович
43. Тохтамысов Ернар Инарович
44. Турсунов Тельман
45. Шевченко Анатолий Афанасьевич
46. Зияданов Амантай
47. Далбагаев Егеубек Даданбекович
48. Абдирасилова Багдагуль Искаковна
49. Зубенко Виктор Павлович
50. Беркалиев Кусаин Имангалиевич
51. Искаков Толеухан
52. Есимов Марат Ескожаевич
53. Сейдахметов Марат
54. Смаилов Бакыт Жексенбинович
55. Тен Октавиан Синненович
56. Шаукинов Сейлхан Ильясович
57. Жеренбаева Кулаш Илибаевна
58. Хасенов Мурат Сапаргалиевич
59. Шенгелбаев Бакыт Байгазиевич
60. Абдуалиев Турсын Абдуалиевич
61. Бескалиев Бактыгали
62. Сауранбаев Нурсеит
63. Керимкулов Токтарбай Акимович
64. Балгабаев Малик
65. Кривенцов Николай Дмитриевич
66. Дауров Оралхан
67. Непейпиво Виталий Дмитриевич
68. Нурланов Темиргали Толенович
69. Мусапиров Толеген Алпакович
70. Мурашкин Николай Александрович
71. Тарыбаев Талгат Рысбаевич
72. Бабичев Алексей Яковлевич
73. Айтбаев Нурбек Абишевич
74. Михно Леонид Васильевич
75. Мукашев Кадырали
76. Водянов Анатолий Николаевич
77. Садыков Ерсаин Кабдолдаевич
78. Еремкин Виктор Григорьевич
79. Канапьянов Даулеткали Кабидоллаевич
80. Сорокина Светлана Ивановна
81. Щукин Александр Александрович
82. Кенесов Сатыбалды
83. Цымбалист Галина Федоровна
84. Ауельбекова Мираш Алпамысовна
85. Игиликова Камажай Абдикапаровна
86. Шамшидинова Куляш Ногатаевна
87. Алешина Нина Михайловна
88. Такенов Болат Долдаевич
89. Абдрешов Турсын Абдрешович[1]

## Восточно-Казахстанская область
1. Аллахвердиев Адалат Махмуд-оглы
2. Аубакирова Айна Хабдрашитовна
3. Ажгожина Шолпан Слямовна
4. Аралова – Сапарова Магуар Ибраевна
5. Ан Евгений Алексеевич
6. Ахаев Василий Иванович
7. Бактажаров Серикбек
8. Балтабаев Ербол Лукпанович
9. Бахтияров Алибас
10. Башабаев Марат Тиштыкпаевич
11. Бегембетов Сатбек Кайсенович
12. Битимбаев Мухтар Кайруллинович
13. Безверхний Олег Степанович
14. Березкин Игорь Александрович
15. Визе Анатолий Рудольфович
16. Гончаров Виктор Павлович
17. Габдуллин Маулет
18. Грезнева  Людмила  Владимировна
19. Двуреченский  Геннадий  Анатольевич
20. Даутов Хапас Уакасович
21. Дерксен Иван Иванович
22. Елисов Павел Сергеевич
23. Елемесов Мурат Елемесович
24. Егорин Юрий Александрович
25. Жармухаметов Айткали Жармухаметович
26. Иванов Николай Борисович
27. Измайлов Владимир Иннокентьевич
28. Килыбаева Бакыткайша Садвалиевна
29. Кравцов Владимир Петрович
30. Косой Анатолий Григорьевич
31. Козловский Милослав Кузьмич
32. Калибеков Заркынбек Калибекович
33. Кондратов Александр Иванович
34. Калыкжанов Тургали Калыкжанович
35. Купин Виктор Григорьевич
36. Каптагаев Шакерим Калиханович
37. Кенжинова Салия Рахимгазиновна
38. Кусаинов Манарбек Кусаинович
39. Луковенко Владимир Павлович
40. Мукашев Балтабек Кумарович
41. Мусин Дюсенгазы Магауянович
42. Молдаханов Балгабек Молдаханович
43. Медведев Анатолий Дмитриевич
44. Милютин Александр Александрович
45. Масленников Олег Иванович
46. Мукашев Сайлау Кумарович
47. Оразгалиев Муратбек Саматович
48. Панин Михаил Семенович
49. Полтарак Александр Филимонович
50. Пузиков Виктор Прокопьевич
51. Пятигорский Леонид Вениаминович
52. Раисов Толкун Мухтарбекович
53. Стародуб Иван Михайлович
54. Сандыбаев Нурланбек Болекбаевич
55. Сизов Александр Егорович
56. Сураужанов Мэлс Камзаевич
57. Селиванов Григорий Алексеевич
58. Татаев Марат Кабдыгалиевич
59. Титов Дмитрий Викторович
60. Тумабаев Мухит Турысханович
61. Тамбетов Сеиткасым Габбасович
62. Туспеков Болат Шакерович
63. Трефилов Эммануил Иванович
64. Уранхаев Нурлан Тельманович
65. Хазипов Рафаиль Саитмагруфович
66. Храмогин Владимир Михайлович
67. Шаухин Нигмет Кисабекович
68. Шушаков Анатолий Михайлович
69. Щербаков Виктор Григорьевич[2]

## Карагандинская область
1. Баганов Александр Петрович
2. Бексултанов Кудайберген
3. Блялов Ерик Кабдыкенович
4. Бучин Валентин Людвигович
5. Горбачев Анатолий Васильевич
6. Есказин Малик Садыкович
7. Жошин Аппас
8. Имашев Марат Мукажанович
9. Кадочников Юрий Максимович
10. Кашапов Каниф Сергеевич
11. Комаров Василий Антонович
12. Мамежанова Хабиба Акатаевна
13. Марданов Тулеугажи Марданович
14. Матиев Мусса Хуенович
15. Мищенко Анатолий Яковлевич
16. Мукатаев Рымбай Сатыбалдинович
17. Наумов Александр Алексеевич
18. Новиков Владимир Анатольевич
19. Педер Валерий Иванович
20. Писарев Александр Иванович
21. Правдин Валерий Степанович
22. Рожков Борис Викторович
23. Романова Раиса Ивановна
24. Русяйкин Василий Михайлович
25. Тамабаева Раиса Хакимовна
26. Хамитов Тулеген Нургалиевич
27. Хука Александр Александрович
28. Чекунков Валентин Васильевич
29. Шейгарчук Валерий Родионович
30. Шегенов Каиржан Оспаньинович
31. Шипов Александр Константинович[3]

## Павлодарская область
1. Абдыкалыков Идият Бекбулатович
2. Абенов Багадат Музапарович
3. Аканов Досмурат Аубаевич
4. Амургалинов Болат Абухаирович
5. Бабий Александр Васильевич
6. Бекмухамбетов Газиз Нажмиденович
7. Белялов Кокеш Белялович
8. Боровик Андрей Анатольевич
9. Булдубаев Бейбут Тусупович
10. Васильев Олег Васильевич
11. Вернер Виктор Рейнгольдович
12. Гардер Гуго Эрнстрович
13. Гузовский Евгений Валентинович
14. Джалбыров Бауржан Серикович
15. Дубовицкий Юрий Иванович
16. Дюсекенов Ерганат Жумашевич
17. Ешимов Тулкибек Мажгулович
18. Зубарев Анатолий Васильевич
19. Касенов Казыбек
20. Крамаренко Юрий Владимирович
21. Кусаинов Абихас Тулеуханович
22. Лебедь Николай Михайлович
23. Лосев Валерий Михайлович
24. Лунин Константин Васильевич
25. Малышкин Аркадий Степанович
26. Мельник Василий Иванович
27. Мельников Анатолий Георгиевич
28. Молдабаев Каныш Танибергенович
29. Муканов Есиль Темиржанович
30. Наумчик Анатолий Тимофеевич
31. Некрасов Михаил Михайлович
32. Нурмаханбетов Еркинбай Калышевич
33. Нурмуханова Зауреш
34. Орловская Лариса Гавриловна
35. Осипов Геннадий Дмитриевич
36. Остапенко Михаил Трофимович
37. Панасенко Александр Васильевич
38. Петрова Валентина Михайловна
39. Прозорова Тамара Аванесовна
40. Пуха Леонид Парфенович
41. Пшембаев Мейрам Кудайбергенович
42. Рогачевский Михаил Антонович
43. Сабадаш Александр Петрович
44. Самекеев Кунаш Турбекович
45. Саркыншаков Аби Саркыншакович
46. Сатыбалдинов Сейткали Смиагулович
47. Сафарбаков Альберт Мансурович
48. Степура Сергей Васильевич
49. Сыздыков Амангазы Аушахманович
50. Токкожин Мэлс Темиргалиевич
51. Трещуков Анатолий Петрович
52. Тулекин Акылбек Бектурсынович
53. Туребаев Алтай Оралович
54. Федоров Михаил Николаевич
55. Четвериков Георгий Михайлович
56. Шабрат Николай Петрович
57. Шрейдер Александр Андреевич
58. Штерцер Александр Александрович
59. Яковенко Святослав Тимофеевич